# A Little Bit of Heaven
 A Little Bit of Heaven és una pel·lícula estatunidenca dirigida per Nicole Kassell i estrenada el 2011.

## Argument
Marley Corbett (Kate Hudson), una dona despreocupada amb una carrera publicitària prometedora, grans amics, i un divertit sentit de l'humor, s'assabenta que té un càncer de còlon terminal. La notícia la hi dona el Dr. Julian Goldstein (Gael García Bernal), un jove metge de renom d'origen judeo-mexicà, amb un aspecte endurit, que s'impressiona profundament i l'afectat la manera com Marley accepta les notícies del seu destí amb humor i dignitat. Des d'allà, Marley i Julian s'enamoren, i aprofiten el millor possible el temps que els queda.

## Repartiment
- Kate Hudson: Marley Corbett
- Kathy Bates: Beverly Corbett
- Gael García Bernal: Julian Goldstein
- Whoopi Goldberg: God
- Peter Dinklage: Vinnie
- Romany Malco: Peter Cooper
- Rosemarie DeWitt: Renee Blair
- Treat Williams: Jack Corbett
- Steven Weber: Rob Randolph
- Johann Urb: Doug
- James Hébert: Matt
- Alan Dale: Dr. Sanders
- Nick Jones: Venedor

## Rebuda
La pel·lícula ha tingut ressenyes extremadament negatives de la crítica, amb una ràtio del 4% a Rotten Tomatoes basat en 50 ressenyes. Peter Travers de Rolling Stone  donava a la pel·lícula zero estrelles, anomenant-lo un "estupida pel·lícula sentimental."